# Dampfwasserwerk Střekov
Das Dampfwasserwerk Střekov (tschechisch: Parní vodárna na Střekově) ist ein ehemaliges Wasserwerk im Stadtteil Střekov der Stadt Ústí nad Labem in Tschechien. Es ist eines von zwei noch funktionsfähigen Dampfwasserwerken in der gesamten Republik. Daher wurde es 2011 in die Liste der staatlich geschützten technischen Denkmäler aufgenommen. Heute beherbergt es ein Industriemuseum, in dem das original erhaltene Inventar besichtigt werden kann.

## Lage
Das Gebäude befindet sich an der östlichen Elbseite, direkt im Bereich der Bahnanlagen und des Hauptbahnhofs Ústí nad Labem-Střekov, etwa 150 m südlich, hinter einer Fußgängerbrücke, mit der postalischen Adresse: U Stanice 822/11, 400 03 Ústí nad Labem-Střekov.

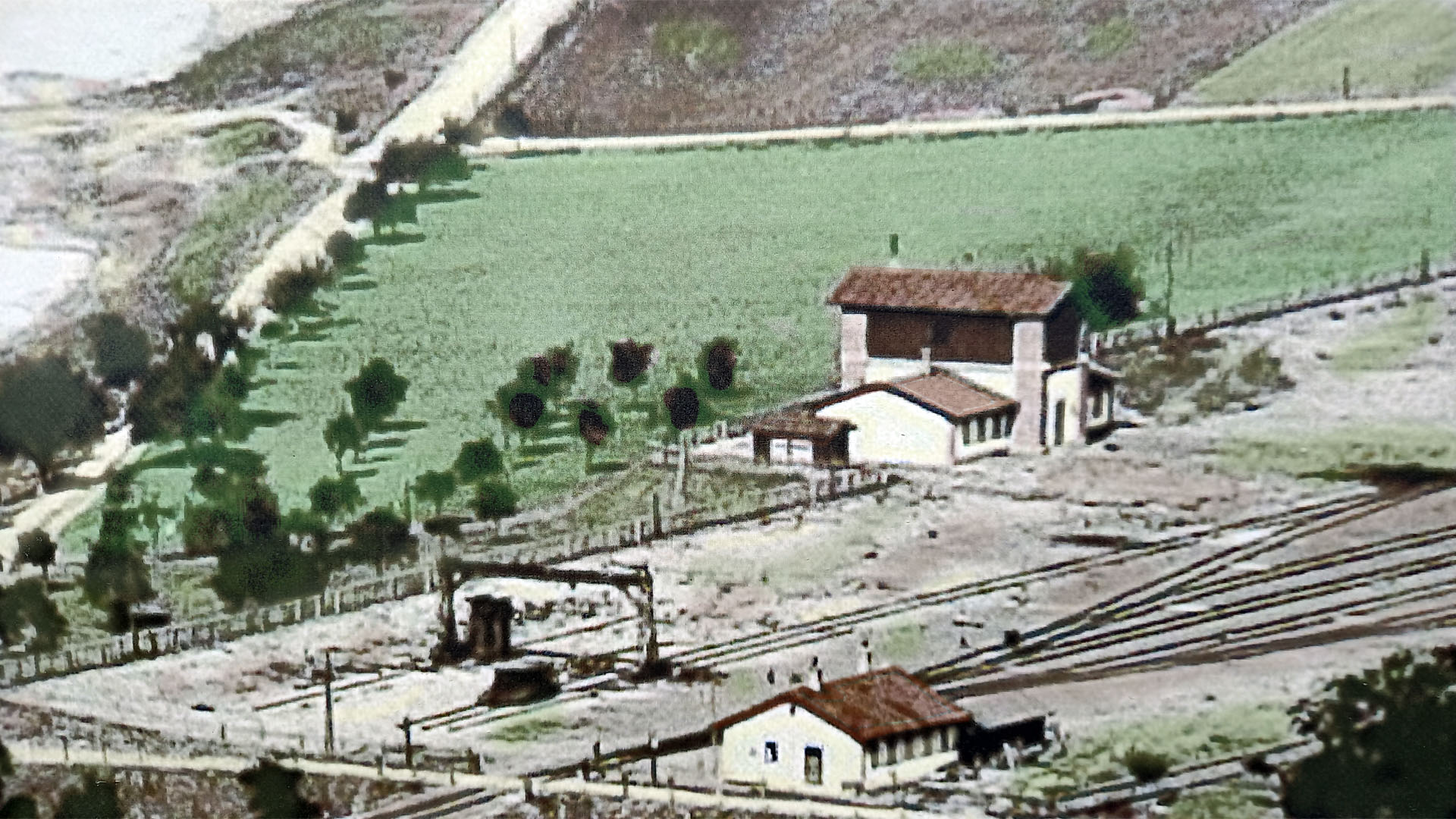
Lage des Wasserwerks am südlichen Kopf des damals nur fünfgleisigen Bahnhofs Schreckenstein

## Architektur
Das Gebäude ist ein zweckmäßiger, zweigeschossiger Backsteinbau im nüchternen, funktionalen Stil des industriellen Spätklassizismus. Charakteristisch sind das ursprünglich mit Ziegeln gedeckte Satteldach, die verputzte Erdgeschossfassade, die senkrecht verbaute Holzverschalung im Obergeschoss sowie die aus rotem Ziegelmauerwerk ausgeführten Gebäudeecken.
Die Fassade wird durch einen zentralen Mittelrisalit und gemauerte Ecklisenen gegliedert. Die Schauseite zeichnet sich durch eine zweiflügelige Portaltür mit Oberlicht und Segmentbogen aus. Die flach geschlossenen, hochrechteckigen Fenster sind mit darüberliegenden, aus der Putzfläche hervortretenden Entlastungsbögen versehen, die als gestalterisches Element dienen.
Der Maschinenraum mit der installierten Technik befindet sich im zentralen, kreuzförmig angelegten Turmflügel, ist eingeschossig und teilweise unterkellert. Der Wassertank ist im ersten Obergeschoss untergebracht. Die beiden seitlichen, nahezu spiegelsymmetrischen, eingeschossigen Anbauten dienten ursprünglich als Wohnungen für das Personal und zur Unterbringung technischer Einrichtungen. Sie wurden durch spätere Erweiterungen ergänzt und einer zweckmäßigen Nutzung zugeführt.

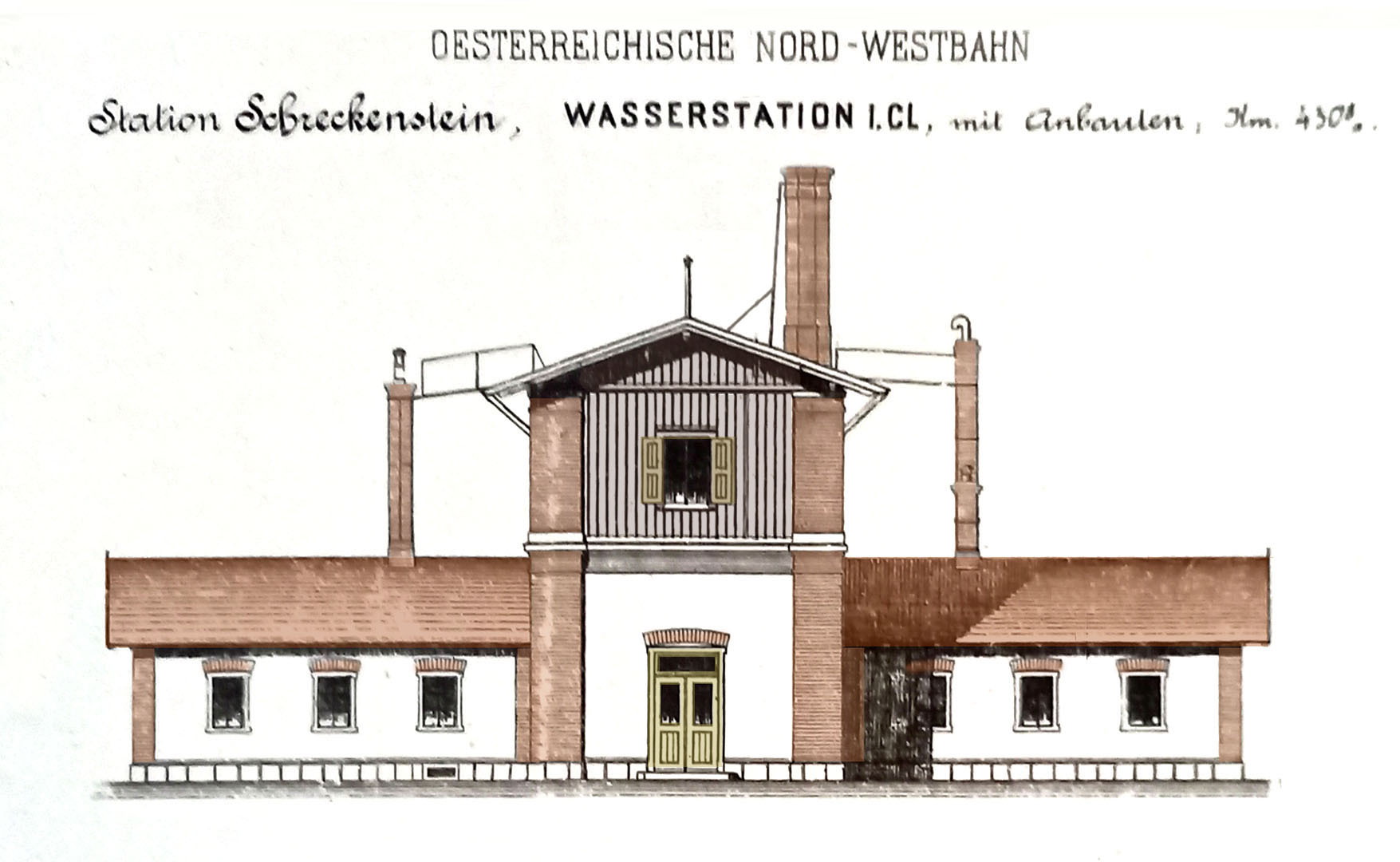
Bauzeichnung der Wasserstation

## Technik
Im zentralen Bereich der Anlage befand sich der Maschinenraum, ausgestattet mit einer Nassdampfmaschine Baujahr 1873 aus der Wiener Neustädter Lokomotivfabrik, die über Gestänge und Kipphebel eine doppeltwirkende Pumpe antrieb. Diese förderte Wasser mit einer Leistung von etwa 80 Litern pro Minute aus einem über 18 Meter tiefen Brunnen, der durch einen gewölbten Stollen und eine eiserne Leitung mit der etwa 85 Meter entfernten Elbe verbunden war. Das geförderte Wasser wurde in zwei genieteten, miteinander verbundenen zylindrischen Wasserbehältern mit jeweils 55 m³ Fassungsvermögen gespeichert, die auf der Eisenkonstruktion des Maschinenraumbodens standen. Das gespeicherte Wasser konnte je nach Bedarf durch Schwerkraft über eine 250 mm starke Rohrleitung zu einem der fünf Wasserkräne im Bahnhof und im Heizwerk geleitet werden. Die Wasserkräne, bestehend aus schwenkbaren Rohren mit Ausläufen, ermöglichten das schnelle Befüllen der Wasserkästen oder Tender der Lokomotiven. Ein hoher Ziegelschornstein auf der Nordseite diente der Ableitung der Abgase der mit Kohle befeuerten Dampfmaschine.
Die heute noch erhaltene Dampfmaschine aus dem Jahr 1911 (Seriennummer 1070) aus den Wiener-Werken von Josef Paukert & Sohn, ist ein Einzylinder mit Schwungrad und Flachschiebersteuerung. Sie wurde von einem stehenden Dampfkessel mit 8 bar Arbeitsdruck betrieben, der den ursprünglichen Kessel ersetzte.

## Geschichte
Das Dampfwasserwerk Schreckenstein wurde in den Jahren 1873 bis 1874 im Zuge des Baus der k.k. Eisenbahnstrecke von Kolin (Kolín) über Lissa an der Elbe (Lysá nad Labem) und Schreckenstein (Ústí nad Labem-Střekov) nach Tetschen (Děčín) errichtet. Bauherr war die österreichische Eisenbahngesellschaft „Österreichische Nordwestbahn (ÖNWB)“. Das Gebäude wurde nach einem Standardentwurf des deutsch-böhmischen Architekten Carl Schlimp als Wasserwerk der Baureihe 1 erbaut und diente der Versorgung der Dampflokomotiven. Ähnliche Anlagen erhielten die Bahnhöfe von Lissa, Melnik (Mělník) und Leitmeritz (Litoměřice).
Im Jahr 1911 wurde der ursprüngliche Dampfkessel durch einen neuen ersetzt, die Dampfmaschine blieb jedoch im Originalzustand erhalten. In der zweiten Hälfte des 20. Jahrhunderts erfolgten mehrere Umbauten an den Seitenflügeln. Bis in die 1960er Jahre wurde das Wasserwerk Střekov vor allem zum Nachfüllen der Kessel von Dampflokomotiven genutzt. Nach der Elektrifizierung und der Einstellung des Dampfbetriebs im Netz der Československé státní dráhy (ČSD) wurde das Wasserwerk bis Anfang der 1980er Jahre zur Wasserversorgung spezieller Eisenbahnwaggons für den Transport lebender Fische genutzt.

## Museum
Über viele Jahre blieb das Gebäude ungenutzt, bis es im Jahr 2002 von Mitgliedern des Eisenbahnvereins Zubrnická Museální Železnice (ZMŽ) wiederentdeckt wurde. Bereits im darauffolgenden Jahr pachtete der Verein die Anlage von den Tschechischen Eisenbahnen (České dráhy) und sicherte sie. 2009 begannen umfassende Restaurierungsarbeiten, in deren Verlauf 2011 zunächst die Dampfmaschine und anschließend der Dampfkessel wieder in Betrieb genommen werden konnten. Im Jahr 2013 erwarb die Stadt Ústí nad Labem das Gebäude von der Bahn. Seit dem 1. Juli 2024 befindet es sich in kommunaler Obhut und zählt zu den Museen der Stadt Ústí nad Labem.